# Tekken Tag Tournament 2
Tekken Tag Tournament 2 – gra komputerowa z gatunku bijatyk wyprodukowana przez Namco Bandai Games, której cechą charakterystyczną względem poprzedniczki (Tekken 6) są pojedynki 2 na 2 z możliwością przełączania postaci w czasie rzeczywistym podczas walki (tzw. tag), co umożliwia wyprowadzenie silniejszych i bardziej rozbudowanych serii ciosów. Gra miała swoją premierę na automatach w salonach gier w Japonii we wrześniu 2011 roku. Przy okazji tego wydarzenia producent opublikował w sieci oficjalną move listę (spis ciosów) do wszystkich grywalnych postaci dostępnych w grze.
Gra została oficjalnie zaprezentowana na targach Tokyo Game Show we wrześniu 2010 roku. Wersja demonstracyjna Tekken Tag Tournament 2 dołączono do zestawu Tekken Hybrid dostępnego na PlayStation 3 i umożliwia rozgrywkę czterema postaciami (Alisa, Xiaoyu, Kazuya, Devil Jin).